# 430P/Scotti
430P/Scotti è una cometa periodica appartenente alla famiglia delle comete gioviane. La cometa è stata scoperta il 11 gennaio 2011, la sua riscoperta il 20 agosto 2021 ha permesso di numerarla.

## Particolarità orbitali
Prima della sua scoperta, la cometa ebbe due passaggi ravvicinati col pianeta Giove, il 2 luglio 1974 a sole 0,66 ua, il 25 aprile 1986 a sole 0,43 ua: questi due passaggi cambiarono i suoi elementi orbitali:
| semiasse maggiore (a)               | 3,468 ua       |
| distanza perielica (q)              | 2,094 ua       |
| eccentricità (e)                    | 0,396          |
| inclinazione (i)                    | 5,3°           |
| argomento del perielio (ω)          | 38,2°          |
| nodo ascendente (Ω)                 | 103,6°         |
| tempo del passaggio al perielio (T) | 13 giugno 1970 |
| periodo di rivoluzione (P)          | 6,46 anni      |

in quelli attuali che hanno permesso di scoprirla .